# Mauro Szeta
Mauro Damián Sztajnszrajber (pron. /shtáinshraiber/) (Buenos Aires, 22 de marzo de 1973), más conocido como Mauro Szeta, es un periodista y escritor argentino especializado en sucesos policiales. Desde 2017 hasta 2025 formó parte de Telefe con El noticiero de la gente y junto a su conductora Verónica Lozano, Cortá por Lozano. Es el hermano del filósofo Darío Sztajnszrajber. Actualmente es panelista de Lape Club Social Informativo por América TV.

## Carrera
Mauro se recibió como técnico superior en Periodismo en 1994. Se especializa en periodismo de investigación tanto en medios gráficos como audiovisuales.

Con 18 años tuve la chance de elegir una pasantía en la sección que quería y elegí policiales. Me parece que es el reflejo más puro de la crónica periodística, donde uno más refleja la crónica en su esencia, tiene la palabra de tantas fuentes juntas, la policía, los vecinos, los testigos, la escena del crimen. No me imagino eso mismo en un espectáculo, tenés que estar más en el grado de la opinión que en el de la crónica.

En 1994 y 1995 se desempeñó como cronista en un pequeño y efímero diario llamado Cuarto Poder, posteriormente desaparecido. Entre 1996 y 2003 fue redactor en el Diario Popular. Desde 1997 se desempeñó como editor de la Sección Policiales de la Agencia de Noticias Télam, donde manejó 23 corresponsalías, edición de materiales y redacción de notas.
En 2004 trabajó en el programa Ser Urbano, conducido por Gastón Pauls, que se emitía por Telefe. Por su labor en dicho programa recibió los premios Estímulo TEA a la mejor Producción Periodística y el Premio Clarín al mejor Programa Periodístico y el Martín Fierro 2004-2005.
Fue productor periodístico del piloto del programa de investigación Adicta-teleobjetivo, conducido por Juan Miceli y producido por Endemol Argentina.
Desde mayo de 2005 hasta marzo de 2006 se desempeñó como productor periodístico del programa Telenoche Investiga, conducido por María Laura Santillán. En ese año fue productor periodístico del programa Forenses emitido por Canal 9.
En 2006 fue productor periodístico del programa periodístico Fiscales que emitió Canal 13.
Fue columnista de policiales de Canal 13 y TN, junto a Florencia Etcheves. En ese año se desempeñó como productor periodístico de Fiscales, el ojo de la ley, conducido por la periodista María Laura Santillán.
En 2007 junto a Liliana Caruso y Florencia Etcheves, escribió el libro No somos ángeles que publicó la editorial Marea.
En 2009 fue elegido premio Estímulo TEA en la categoría periodismo de televisión. Ese mismo año fue columnista de la primera mañana de Radio Mitre conducida por Ernesto Tenembaun. Desde ese mismo año en particular ha estado conduciendo junto a Liliana Caruso el programa Inocentes y culpables que se emite por Radio Mitre. En ese mismo año publica junto a Liliana Caruso y Florencia Etcheves su segundo libro llamado Mía o de la tumba fría, de editorial Longseller.
En el periodo 2013-2016 fue columnista de policiales en Radio 10 en los programas Hola Chiche-El Destape.
Hasta marzo de 2013 trabajó como redactor en el sitio web de TN, en la sección policiales junto a Florencia Etcheves, para posteriormente pasar a integrar el equipo de panelistas de C5N junto a Paulo Kablan. Desde 2017 hasta 2025 fue uno de los panelistas del programa televisivo conducido por Verónica Lozano, Cortá por Lozano emitido por Telefe.
En 2019 acusó falsamente a un influencer llamado Christian Lázaro de prender fuego a una persona en situación de calle. Lázaro amenazó con denunciarlo, por lo que Szeta pidió disculpas en El noticiero de la gente.
Desde 2024, es un integrante del programa Desayuno Intermitente, por el canal de streaming Blender.
En 2025 decidió dejar Telefe y pasar a la pantalla de América TV donde forma parte del programa Lape Club Social con la conducción de Sergio Lapegüe.

## Libros
- 2007, Liliana Caruso, Florencia Etcheves y Mauro Szeta: No somos ángeles. Buenos Aires: Marea, primera edición. ISBN 978-987-1307-11-1.[3][4]
- 2009, Liliana Caruso, Florencia Etcheves y Mauro Szeta: Mía o de la tumba fría. Buenos Aires: Longseller, primera edición. ISBN 978-987-550-847-7.[5][6]
- 2015, Secretos Sagrados: La verdad detrás de los casos de abuso sexual en la iglesia.
- 2018, Nahir, La historia desconocida, con Mauro Fulco ISBN 9789500762274[7]

## Televisión
| Año           | Programa                 | Canal      |
| ------------- | ------------------------ | ---------- |
| 2004          | Ser Urbano               | Telefe     |
| 2005          | Forenses                 | elnueve    |
| 2005-2011     | Telenoche                | eltrece    |
| 2006          | Fiscales                 | eltrece    |
| 2006-2013     | Notitrece                | eltrece    |
| 2006-2013     | Todo Noticias            |            |
| 2013-2019     | El Expediente            | C5N        |
| 2017-2025     | Cortá por Lozano         | Telefe     |
| 2017-2025     | Telefe Noticias          | Telefe     |
| 2019          | Relatos Criminales       | Telefe     |
| 2019 - 2025   | El Noticiero de la Gente | Telefe     |
| 2022          | ¿Quién es la máscara?    | Telefe     |
| 2025-presente | Lape Club Social         | América TV |

## Radio
| Año       | Programa              | Radio       |
| --------- | --------------------- | ----------- |
| 2009-2013 | Inocentes y Culpables | Radio Mitre |
| 2013-2015 | Hola Chiche           | Radio 10    |
| 2016      | El Destape Radio      | Radio 10    |

## Gráficos
| Año       | Medio          |
| --------- | -------------- |
| 1996-2003 | Diario Popular |
| 1997      | Télam          |

## Premios y nominaciones
| Premios Martín Fierro | Premios Martín Fierro                         | Premios Martín Fierro | Premios Martín Fierro | Premios Martín Fierro |
| Año                   | Categoría                                     | Trabajo Nominado      | Resultado             | Ref.                  |
| --------------------- | --------------------------------------------- | --------------------- | --------------------- | --------------------- |
| 2013                  | Mejor columnista / panelista de televisión    | Telenoche             | Nominado              | [ 8 ]                 |
| 2017                  | Mejor columnista policial / judicial de radio | El Destape            | Ganador               | [ 9 ]                 |
| 2018                  | Mejor columnista / panelista de televisión    | Cortá por Lozano      | Nominado              |                       |

| Premios Tato | Premios Tato                       | Premios Tato     | Premios Tato | Premios Tato |
| Año          | Categoría                          | Trabajo Nominado | Resultado    | Ref.         |
| ------------ | ---------------------------------- | ---------------- | ------------ | ------------ |
| 2017         | Mejor labor periodística - aire    | Cortá por Lozano | Nominado     | [ 10 ]       |
| 2017         | Mejor conducción masculina - cable | El Expediente    | Nominado     | [ 10 ]       |

| Año  | Premio                      | Categoría                    | Por           | Resultado |
| ---- | --------------------------- | ---------------------------- | ------------- | --------- |
| 2004 | Estímulo TEA                | Producción Periodística      | Ser urbano    | Ganador   |
| 2004 | Premios Clarín              | Programa Periodístico        | Ser urbano    | Ganador   |
| 2005 | Martín Fierro 2005          | Programa Periodístico        | Ser urbano    | Ganador   |
| 2009 | Estímulo TEA                | Periodismo de televisión     | TN y Canal 13 | Ganador   |
| 2010 | Martín Fierro de Cable 2009 | Labor periodística masculina | TN            | Ganador   |
| 2011 | Martín Fierro de Cable 2010 | Labor periodística masculina | TN            | Nominado  |
| 2012 | Martín Fierro de Cable 2012 | Labor periodística masculina | TN            | Nominado  |
| 2013 | Martín Fierro de Cable 2013 | Labor periodística masculina | TN            | Nominado  |
| 2014 | Martín Fierro de Cable 2014 | Labor periodística masculina | TN y C5N      | Ganador   |